# Bertram Brossardt
Bertram Brossardt (* 19. Februar 1960 in Neustadt an der Weinstraße) ist Hauptgeschäftsführer der Verbände vbw – Vereinigung der Bayerischen Wirtschaft e. V., vbm – Verband der bayerischen Metall- und Elektro-Industrie e. V., sowie bayme – Bayerischer Unternehmensverband Metall und Elektro e. V.

## Vita
Nach dem Abitur 1978 am Kurfürst-Ruprecht-Gymnasium Neustadt leistete Brossardt seinen Grundwehrdienst in Budel (Niederlande) sowie in Cochem an der Mosel. Von 1979 bis 1985 studierte er Rechtswissenschaften an der Ludwig-Maximilians-Universität München (LMU) und schloss daran seinen Referendardienst an. 1988 absolvierte er das zweite juristische Staatsexamen.
Brossardt begann seine berufliche Karriere 1988 als Referent für Forschungsförderung und Zusammenarbeit Wirtschaft/Wissenschaft im Bayerischen Wissenschaftsministerium. 1992 wurde er Büroleiter des damaligen Staatssekretärs im Bayerischen Wissenschaftsministerium Otto Wiesheu und leitete ab 1993 auch dessen Büro, als dieser Bayerischer Staatsminister für Wirtschaft, Verkehr und Technologie wurde.
Von 1998 bis 2002 hatte Brossardt im Bayerischen Wirtschaftsministerium den Posten des Ansiedlungsbeauftragten inne und war dort anschließend von 2002 bis 2005 Leiter der Abteilung Außenwirtschaft und Standortmarketing.
Er ist verheiratet und hat zwei Kinder.

## Ämter
Seit Januar 2005 ist Brossardt Hauptgeschäftsführer der Verbände
- vbw – Vereinigung der Bayerischen Wirtschaft e. V.
- vbm – Verband der Bayerischen Metall- und Elektro-Industrie e. V.
- bayme – Bayerischer Unternehmensverband Metall und Elektro e. V.

Brossardt ist Vizepräsident der vbw – Vereinigung der Bayerischen Wirtschaft e. V. (seit 2007).
Außerdem hat er folgende Ämter inne:
- Mitglied im Verwaltungsrat der Bundesagentur für Arbeit
- Präsidiumsmitglied im Wirtschaftsbeirat der Union e. V.
- Ehrenamtlicher Richter am Bundesarbeitsgericht
- Vorstandsvorsitzender der vbw Stiftung Lebensgrundlagen Bayern
- Vorstandsmitglied der Stiftung Bildungspakt Bayern
- Mitglied im Stiftungsrat der Stiftung Bayerische EliteAkademie (BEA)
- Mitglied im Beirat der ANTENNE BAYERN GROUP
- Mitglied im Stiftungsrat der BFV-Sozialstiftung (seit 2012)[2]
- Mitgliedervertreter bei der Lebensversicherung von 1871 a. G. München (LV 1871)
- Mitglied im Beirat der Lechwerke AG
- Mitglied Gesellschafterausschuss TÜV SÜD

## Auszeichnungen
- 2008: Ordre national du Mérite (Chevalier de l’Ordre National du Mérite)
- 2008: Europa-Medaille des Freistaates Bayern
- 2021: Bayerischer Verdienstorden[3][4]